# Nati nel 1903/Maggio
| Questa pagina contiene informazioni ricavate automaticamente dalle voci biografiche con l'ausilio del template Bio e di un bot. L'aggiornamento è periodico e automatico e ricostruisce completamente la pagina. Se manca una persona in questa lista, sei pregato di non aggiungerla, ma accertati piuttosto che la sua voce biografica contenga il template Bio e che i dati anagrafici siano correttamente compilati. Se il template Bio manca, inseriscilo tu stesso o, in alternativa, metti l'avviso {{tmp\|Bio}} che ne segnala la mancanza. Se i dati riportati sono sbagliati, correggi direttamente la voce biografica; le modifiche saranno visibili in questa lista entro pochi giorni. Per chiarimenti vedi il progetto biografie. La lista contiene solo le 113 persone che sono citate nell'enciclopedia e per le quali è stato implementato correttamente il template Bio. Pagina aggiornata al 10 ago 2025. |

- 1º maggio - Augusto Galli, direttore del doppiaggio, dialoghista e attore italiano († 1981)
- 1º maggio - Eusebio Giambone, partigiano e operaio italiano († 1944)
- 1º maggio - Sándor Ivády, pallanuotista ungherese († 1998)
- 1º maggio - Vittorio Tassi, carabiniere e partigiano italiano († 1944)
- 1º maggio - Melvin E. Thompson, politico statunitense († 1980)
- 2 maggio - Virginio Borioni, politico e partigiano italiano († 1961)
- 2 maggio - Marcel Houyoux, ciclista su strada belga († 1983)
- 2 maggio - Benjamin Spock, pediatra e educatore statunitense († 1998)
- 2 maggio - Spiegle Willcox, trombonista statunitense († 1999)
- 3 maggio - Ferdinand Adams, calciatore belga († 1985)
- 3 maggio - Bing Crosby, cantante, attore e comico statunitense († 1977)
- 3 maggio - Arnaldo Harzarich, militare italiano († 1973)
- 3 maggio - Virgilio Martini, scrittore di fantascienza italiano († 1986)
- 3 maggio - Georges Politzer, filosofo francese († 1942)
- 4 maggio - Luther Adler, attore e regista statunitense († 1984)
- 4 maggio - Mario Lusiani, pistard e ciclista su strada italiano († 1964)
- 4 maggio - Anna di Sassonia, principessa († 1976)
- 4 maggio - Antonio Sensi, politico italiano († 2002)
- 5 maggio - Nicolò Barbini, incisore italiano († 1985)
- 5 maggio - Dino Di Luca, cantante e attore italiano († 1991)
- 6 maggio - Vittorio Casati, calciatore e allenatore di calcio italiano
- 6 maggio - Mino Doro, attore italiano († 1992)
- 6 maggio - Carlo Mastrosimone, politico italiano († 1978)
- 6 maggio - Georgij Konstantinovič Romanov, nobile russo († 1938)
- 7 maggio - Jimmy Ball, velocista canadese († 1988)
- 7 maggio - Jurgis Baltrušaitis, storico dell'arte, critico d'arte e diplomatico lituano († 1988)
- 7 maggio - Arno Frank, cestista, allenatore di pallacanestro e allenatore di calcio brasiliano († 1964)
- 7 maggio - Frank Scannell, attore statunitense († 1989)
- 7 maggio - Gianfilippo Usellini, pittore italiano († 1971)
- 7 maggio - Nikolaj Zabolockij, poeta, scrittore e traduttore russo († 1958)
- 8 maggio - Manuel Anatol, velocista, calciatore e ingegnere spagnolo († 1990)
- 8 maggio - Fernandel, attore, cantante e regista francese († 1971)
- 9 maggio - Domenico Gariglio, calciatore italiano († 1957)
- 10 maggio - Mario Bonvicini, ciclista su strada italiano († 1986)
- 10 maggio - Otto Bradfisch, economista, giurista e militare tedesco († 1994)
- 10 maggio - Hans Jonas, filosofo tedesco († 1993)
- 10 maggio - Domenico Marchetti, agronomo italiano († 1983)
- 10 maggio - Amedeo De Rege Thesauro, militare italiano († 1936)
- 11 maggio - Francesco Curreli, partigiano italiano († 1972)
- 11 maggio - Charlie Gehringer, giocatore di baseball statunitense († 1993)
- 11 maggio - Manuel Nogueras Carretero, calciatore spagnolo († 1982)
- 12 maggio - Lennox Berkeley, compositore inglese († 1989)
- 12 maggio - Francesco Capacchione, politico italiano († 1994)
- 12 maggio - Wilfrid Hyde-White, attore inglese († 1991)
- 12 maggio - Angiolo Poli, poeta italiano († 1941)
- 12 maggio - Martin Weise, giornalista tedesco († 1943)
- 12 maggio - Luciano Zampatti, saltatore con gli sci italiano († 1957)
- 13 maggio - Albino Pighi, discobolo e pesista italiano († 1971)
- 14 maggio - Billie Dove, attrice statunitense († 1997)
- 15 maggio - Jean Cavaillès, filosofo e logico francese († 1944)
- 15 maggio - Corrado Curcio, letterato e filosofo italiano († 1981)
- 15 maggio - Germaine Dieterlen, etnologa francese († 1999)
- 15 maggio - Herbert Klemm, avvocato tedesco († 1963)
- 15 maggio - Maria Reiche, matematica, archeologa e traduttrice tedesca († 1998)
- 16 maggio - Ugo La Malfa, politico italiano († 1979)
- 16 maggio - Luigi Mastrogiacomo, antifascista italiano († 1944)
- 16 maggio - Eitel Monaco, avvocato, dirigente pubblico e produttore cinematografico italiano († 1989)
- 16 maggio - Adamo Roggia, calciatore italiano
- 17 maggio - Cool Papa Bell, giocatore di baseball statunitense († 1991)
- 18 maggio - Gino Lamon, calciatore italiano († 1975)
- 18 maggio - Luigi Petrillo, militare e pentatleta italiano († 1969)
- 18 maggio - George E. Stone, attore polacco († 1967)
- 19 maggio - Antonio Benassi, allenatore di calcio e calciatore italiano († 1959)
- 19 maggio - Andrée Lafayette, attrice francese († 1989)
- 19 maggio - Robert Aleksandrovič Majman, regista cinematografico sovietico († 1988)
- 20 maggio - Bruto Carpigiani, ingegnere e progettista italiano († 1945)
- 20 maggio - Johann Horvath, calciatore austriaco († 1968)
- 20 maggio - Ernest Koliqi, scrittore, poeta e drammaturgo albanese († 1975)
- 20 maggio - Ethel Schwabacher, pittrice e scrittrice statunitense († 1984)
- 21 maggio - Ludwig Leinberger, calciatore tedesco († 1943)
- 21 maggio - Manly Wade Wellman, scrittore statunitense († 1986)
- 22 maggio - Mario Orgero, calciatore, pesista e discobolo italiano († 1962)
- 22 maggio - Robert Selfelt, cavaliere svedese († 1987)
- 22 maggio - Bertha Swirles, fisica britannica († 1999)
- 23 maggio - Mario Felice Boano, carrozziere e designer italiano († 1989)
- 23 maggio - Ernst Klodwig, pilota automobilistico tedesco († 1973)
- 23 maggio - Walter Reisch, sceneggiatore, regista e produttore cinematografico austriaco († 1983)
- 23 maggio - Carlo Simonetti, pentatleta e dirigente sportivo italiano
- 23 maggio - Pablo Muñoz Vega, cardinale e arcivescovo cattolico ecuadoriano († 1994)
- 24 maggio - Bihruz Hanim, nobildonna ottomana († 1955)
- 24 maggio - Milo Burcham, aviatore statunitense († 1944)
- 24 maggio - Lofton R. Henderson, aviatore statunitense († 1942)
- 24 maggio - Gontrano Innocenti, calciatore italiano († 1982)
- 24 maggio - Friedrich Kaiser Depel, vescovo cattolico tedesco († 1993)
- 24 maggio - Georges Laloup, ciclista su strada belga († 1979)
- 24 maggio - Malcolm Muggeridge, giornalista e scrittore britannico († 1990)
- 24 maggio - Fernando Paternoster, allenatore di calcio e calciatore argentino († 1967)
- 24 maggio - Boris Poplavskij̝, poeta e scrittore russo († 1935)
- 25 maggio - Binnie Barnes, attrice britannica († 1998)
- 25 maggio - Giordano Bruno Lattuada, pittore e decoratore italiano († 1978)
- 25 maggio - Charles Spaak, sceneggiatore belga († 1975)
- 26 maggio - Bruno Agen, politico italiano († 1996)
- 26 maggio - Carl Buettner, fumettista statunitense († 1965)
- 26 maggio - Petru Simon Cristofini, militare francese († 1944)
- 26 maggio - Danny Green, attore inglese († 1973)
- 26 maggio - Vladimir Nikolaevič Losskij, filosofo e teologo russo († 1958)
- 26 maggio - Ugo Rasetto, calciatore italiano († 1987)
- 27 maggio - Walt Kiesling, allenatore di football americano e giocatore di football americano statunitense († 1962)
- 27 maggio - Vincenzo Verginelli, scrittore e esoterista italiano († 1987)
- 28 maggio - Roberto Di Martino, allenatore di calcio e calciatore italiano († 1976)
- 28 maggio - Oliver Drake, regista, sceneggiatore e attore statunitense († 1991)
- 28 maggio - Walter Goehr, compositore e direttore d'orchestra tedesco († 1960)
- 28 maggio - Ignazio Messina, imprenditore e armatore italiano († 1982)
- 28 maggio - Marguerite Monnot, pianista e compositrice francese († 1961)
- 28 maggio - Ferdinando Trabattoni, calciatore italiano († 1980)
- 29 maggio - Bob Hope, comico, cabarettista e attore britannico († 2003)
- 29 maggio - Zelma O'Neal, cantante, attrice e ballerina statunitense († 1989)
- 30 maggio - Countee Cullen, poeta statunitense († 1946)
- 30 maggio - Willi Reinfrank, sollevatore tedesco († 1943)
- 30 maggio - Albert Snouck Hurgronje, calciatore olandese († 1967)
- 31 maggio - Federico Formisano, militare e funzionario italiano
- 31 maggio - Vincenzo Pernicone, filologo, lessicografo e italianista italiano († 1982)
- 31 maggio - Tiny Thompson, hockeista su ghiaccio canadese († 1981)